# サイプレス・ソリューションズ
株式会社サイプレス・ソリューションズ（Cypress Solutions Corporation）は、兵庫県神戸市と東京都目黒区に本社を置く、企業情報システム関連のソリューション・プロバイダー。

## 概要
兵庫県姫路市で創業した株式会社エイチ・アイ・シーとハリマシステムクリエイト株式会社が、2005年に合併し、更に2010年に株式会社コンピュータパックが合併して誕生した企業である。合併後は営業地域を関西全域から関東エリアに拡大している。2010年8月に現在の東京本社を新設。2012年1月に神戸市中央区に神戸本社を新設。2013年10月にTCSグループに参入。2014年2月に宇都宮と名古屋に支店を新設している。

## 沿革
- 1974年4月 - 兵庫県姫路市に株式会社ヒメジインフォメーションセンターを設立
- 1987年8月 - 社名を株式会社エイチ・アイ・シーに変更
- 1994年12月 - 100%出資子会社の株式会社エイチ・シー・エスを設立
- 2003年12月 - 株式会社エイチ・シー・エスを吸収合併
- 2005年6月 - ハリマシステムクリエイト株式会社と合併、社名を株式会社アイフォセンスに変更
- 2010年8月 - 株式会社コンピュータパックと合併、社名を株式会社サイプレス・ソリューションズに変更
- 2010年8月 - 東京都渋谷区に東京本社を設置
- 2012年1月 - 兵庫県神戸市中央区に神戸本社を設置
- 2013年1月 - 東京都目黒区に東京本社を移転
- 2013年10月 - TCSグループに参入
- 2014年2月 - 栃木県宇都宮市に宇都宮支店を設置
- 2014年2月 - 愛知県名古屋市に名古屋支店を設置

## 事業所
- 神戸本社 - 兵庫県神戸市中央区明石町32　明海ビル8階
- 東京本社 - 東京都目黒区三田一丁目11-1 YTタナカビルディング4階
- 蒲田開発センター - 東京都大田区蒲田四丁目31-10　豊栄蒲田ビル
- 宇都宮支店 - 栃木県宇都宮市東宿郷二丁目2-1　ビッグ・ビースクエア
- 鹿島支店 - 茨城県神栖市大野原四丁目7-11　鹿島セントラルビル新館
- 名古屋支店 - 愛知県名古屋市中村区名駅南一丁目18-15　ネオ笹島
- 大阪支店 - 大阪府大阪市中央区伏見町四丁目4-9　オーエックス淀屋橋ビル3階
- 姫路開発センター - 兵庫県姫路市東延末四丁目60